# The Heart of a Man
Pour plus de détails, voir Fiche technique et Distribution.
The Heart of a Man est un film britannique réalisé par Herbert Wilcox, sorti en 1959.

## Synopsis
On propose à Frankie, un ancien marin, 1 000 Livres s'il arrive à gagner honnêtement 100 £ en une semaine. Après plusieurs essais comme boxeur ou videur de boîte de nuit, il réussira en tant que chanteur.

## Fiche technique
- Titre original : The Heart of a Man
- Réalisation : Herbert Wilcox
- Scénario : Jack Trevor Story, Pamela Bower
- Direction artistique : Jack Maxsted
- Décors : Vernon Dixon
- Costumes : Eileen Idare
- Photographie : Reginald Wyer
- Son : John W. Mitchell, Gordon K. McCallum
- Montage : Basil Warren
- Musique : Wally Stott
- Direction musicale : Wally Stott
- Chorégraphie  : Neil Delrina, Pat Delrina
- Production exécutive : Earl St. John
- Production : Anna Neagle
- Société de production : Everest Pictures
- Société de distribution : J. Arthur Rank Film Distributors
- Pays de production :  Royaume-Uni
- Langue originale : anglais
- Format : Noir et blanc  — 35 mm — 1,66:1 — son mono
- Genre : film musical
- Durée : 92 minutes
- Dates de sortie : 
  - Royaume-Uni : juillet 1959

## Distribution
- Frankie Vaughan : Frankie Martin
- Anne Heywood : Julie
- Tony Britton : Tony Carlisle
- Peter Sinclair : Bud
- Michael Medwin : Sid
- Anthony Newley : Johnnie
- Harry Fowler : Razor
- George Rose : Charlie
- Harold Kasket : Oscar
- Vanda Hudson : Cha Cha

## Chansons du film
- The Heart Of A Man : paroles et musique de Peggy Cochrane et Paddy Roberts, interprétée par Frankie Vaughan
- Walking Tall : paroles et musique de Lionel Bart et Mike Pratt, interprétée par Frankie Vaughan
- Sometime, Somewhere : paroles et musique de Lionel Bart et Frankie Vaughan, interprétée par Frankie Vaughan
- My Boy Flat Top : paroles et musique de Boyd Bennett et John F. Young Jr., interprétée par Frankie Vaughan
- Love Is... : paroles et musique de Leslie Bricusse et Robin Beaumont, interprétée par Anne Heywood